# Norman F. Lent
Norman Frederick Lent (ur. 23 marca 1931 w Oceanside, zm. 11 czerwca 2012 w hrabstwie Arlington) – amerykański polityk, członek Partii Republikańskiej.

## Działalność polityczna
Od 1962 do 1970 zasiadał w New York State Senate. W okresie od 3 stycznia 1971 do 3 stycznia 1973 przez jedną kadencję był przedstawicielem 5. okręgu, a następnie do 3 stycznia 1993 przez dziesięć kadencji przedstawicielem 4. okręgu wyborczego w stanie Nowy Jork w Izbie Reprezentantów Stanów Zjednoczonych.